# Omar al-Wa'arí
Omar al-Wa'arí (arabsky عمر الوعري‎) byl starostou Východního Jeruzaléma pod jordánskou správou od března 1952 do roku 1955. Od roku 1955 jej nahradilo kolektivní vedení městské rady. Samosprávní stanovy byly totiž roku 1955 upraveny a do městské rady byli jmenováni další dva zastupitelé. Na několik měsíců byl zároveň do funkce starosty navrácen bývalý starosta Aref al-Aref.